# Oncidium crispum
Oncidium crispum é uma espécie de orquídeas do gênero Oncidium, da subfamília Epidendroideae, pertencente à família das Orquidáceas. É nativa do sudeste do Brasil.

## Sinônimos
- Oncidium imperatoris-maximiliani Rchb.f. (1866)
- Brasilidium crispum (Lodd. ex Lindl.) Campacci (2006)